# Louis King
Louis King (Christiansburg, 28 giugno 1898 – Los Angeles, 7 settembre 1962) è stato un regista e attore statunitense conosciuto anche come L.H. King e Lewis King.

## Biografia
Fratello minore del regista Henry King, entrò nel mondo del cinema nel 1919 come attore caratterista. Iniziò la carriera di regista nel 1920 dirigendo una serie di film western con il nome di Lewis King. Negli anni 30 e negli anni 40 diresse anche film di avventura. Negli anni 50 diresse dei western per la televisione.

## Filmografia parziale

### Regista cinematografico
- Montana Bill, co-regia di Phil Goldstone (1921)
- The Lone Rider (1930)
- Border Law (1931)
- Gangsters (The County Fair) (1932)
- Barriere d'orgoglio (Robbers' Roost), co-regia di David Howard (1932)
- Bachelor of Arts (1934)
- Gli occhi dell'anima (Pursued) (1934)
- La miniera maledetta (DragermanCourage) (1937)
- Bulldog Drummond in Africa (1938)
- Prison Farm (1938)
- Notti birmane (Moon over Burma) (1940)
- Fulmine nero (The Lion and the Horse) (1952)

### Regista televisivo
- Gunsmoke (1956)
- I racconti del West (1957)
- Wild Bill Hickok (1958)
- The Deputy (1959)

### Attore
- Watch Your Step, regia di William Beaudine (1922)
- Cupid's Fireman, regia di William A. Wellman (1923)
- Quicksands, regia di Jack Conway (1923)
- The Printer's Devil, regia di William Beaudine (1923)
- Let's Go, regia di William K. Howard (1923)

### Aiuto regista
- Fiore del deserto (The Winning of Barbara Worth) regia di Henry King (1926)